# تاکاشی اوکامورو
تاکاشی اوکامورو (انگلیسی: Takashi Okamura؛ ژاپنی: 岡村 隆史؛ ۳ ژوئیه ۱۹۷۰) کمدین و بازیگر اهل ژاپن است.